# Байда Назар Миколайович
Байда Назар Миколайович — український футболіст, воротар МФК «Металург» (Запоріжжя)